# Premio Fichera
Il Premio Fichera è un premio intestato alla memoria di Gaetano Fichera, che viene assegnato dall'Unione Matematica Italiana a cultori di scienze matematiche di nazionalità italiana.
Il premio, a cadenza quadriennale, viene assegnato da una Commissione scientifica di 5 membri nominata dall'Ufficio di Presidenza dell'Unione Matematica Italiana, per una pubblicazione scientifica "di grande valore nel campo dell'Analisi Matematica e delle sue applicazioni".

## Elenco dei vincitori
- 2006 - Piero D'Ancona
- 2010 - Alberto Bressan
- 2014 - Andrea Cianchi
- 2018 - Alessio Porretta
- 2022 - Filippo Gazzola, Gianmarco Sperone